# Plaza Roja
La plaza Roja (en ruso Красная площадь, Krásnaya plóshchad’) es la plaza más famosa de Moscú en el barrio comercial conocido como Kitay-górod. Posee 330 m de longitud y 70 m de ancho, sumando una superficie de 23 100 m². La traducción más precisa de su nombre sería «plaza hermosa», y en ruso antiguo красная (Krásnaya) significaba 'hermoso', pero también 'rojo'. 
Desde 1990 la plaza Roja fue incluida, junto con el conjunto del Kremlin, en la lista de Patrimonio de la Humanidad de Unesco.
Separa el Kremlin, la fortaleza real donde actualmente reside el presidente de Rusia, del barrio histórico comercial de Kitay-górod. De ella parten las principales calles de Moscú en todas direcciones, prolongadas en autopistas hasta fuera de la ciudad. Por ello es considerada la plaza como el centro de la ciudad y de toda Rusia.
La zona donde está situada la plaza estaba originariamente poblada por edificios de madera, pero fue limpiada por Iván III de Rusia, ya que eran susceptibles de arder con facilidad. La nueva plaza sirvió como lugar para los mercados, más tarde para ceremonias públicas y proclamaciones, incluso para coronar a los zares.
El nombre de «plaza Roja» no proviene del color de los ladrillos que la rodean, ni tampoco es referencia al color rojo del comunismo. Más bien deriva de la palabra rusa Красная (Krásnaya), que significa 'roja', pero en el antiguo ruso significaba 'bonita', es decir, 'la plaza bonita'. La palabra en un principio se usaba para nombrar la Catedral de San Basilio (del siglo XVI), con el sentido de bonito, y más tarde el nombre recaló en la plaza cercana. Se cree que la plaza adquirió su actual nombre, reemplazando el antiguo, Пожар (Pozhar), en el siglo XVII.
En la plaza se encuentran el patíbulo, el Monumento a Minin y Pozharski, además del mundialmente famoso sepulcro (mausoleo) de Lenin. En la muralla del Kremlin están sepultadas grandes figuras de la URSS y relevantes militantes comunistas (como el líder Iósif Stalin, el cosmonauta Yuri Gagarin, el periodista y escritor estadounidense John Reed, algunos altos jefes militares, etc).

## Historia reciente
El 28 de mayo de 1987, el entonces joven alemán occidental Mathias Rust aterrizó su pequeño avión Cessna en plena plaza. Tuvo que cumplir más de cuatrocientos días de cárcel, y ese hecho también derivó en la forzada renuncia del mariscal Serguéi Sokolov, el entonces ministro de defensa soviético.
En años recientes, en la plaza Roja se han celebrado numerosos conciertos. Han realizado actuaciones grupos internacionales, como Pink Floyd, la banda alemana Scorpions, que celebró un recital con la orquesta presidencial de la Federación Rusa en el aniversario de la capital rusa. O el ex Beatle Paul McCartney (en su caso, incluyendo el clásico Back in the U.S.S.R. en su repertorio, el cual hace referencia explícita a la desaparecida URSS).
En 2010 se rodaron algunas de las escenas de la película española La daga de Rasputín, dirigida y protagonizada por Jesús Bonilla.

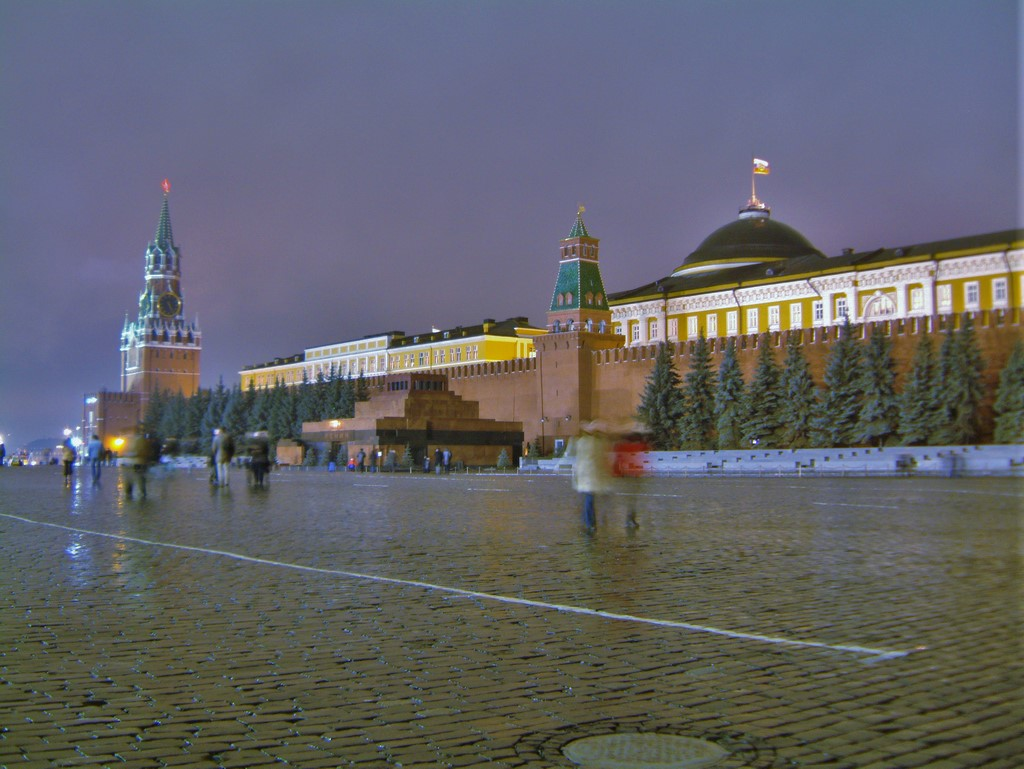
De noche
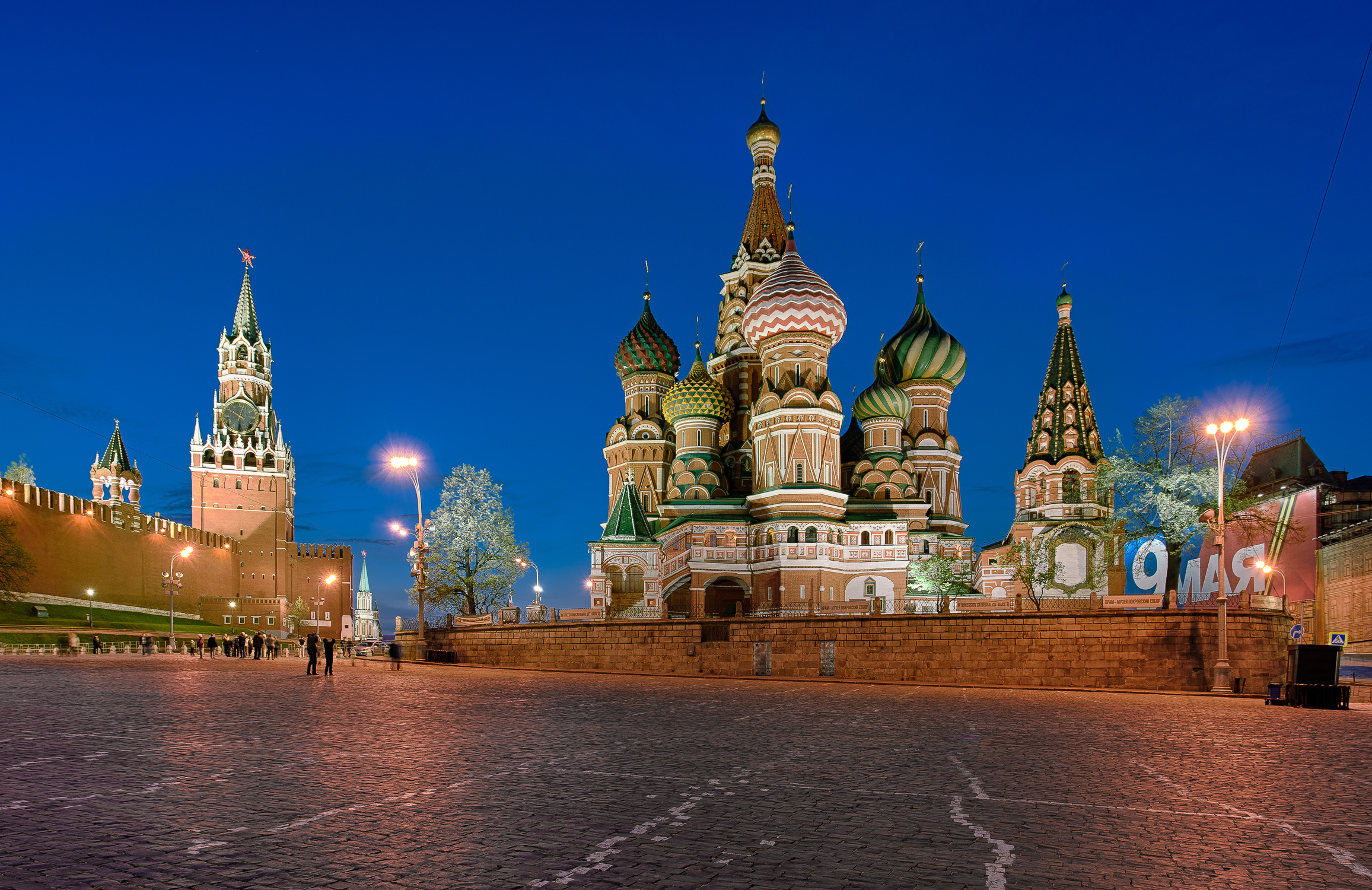
Noche en la plaza Roja con San Basilio de fondo
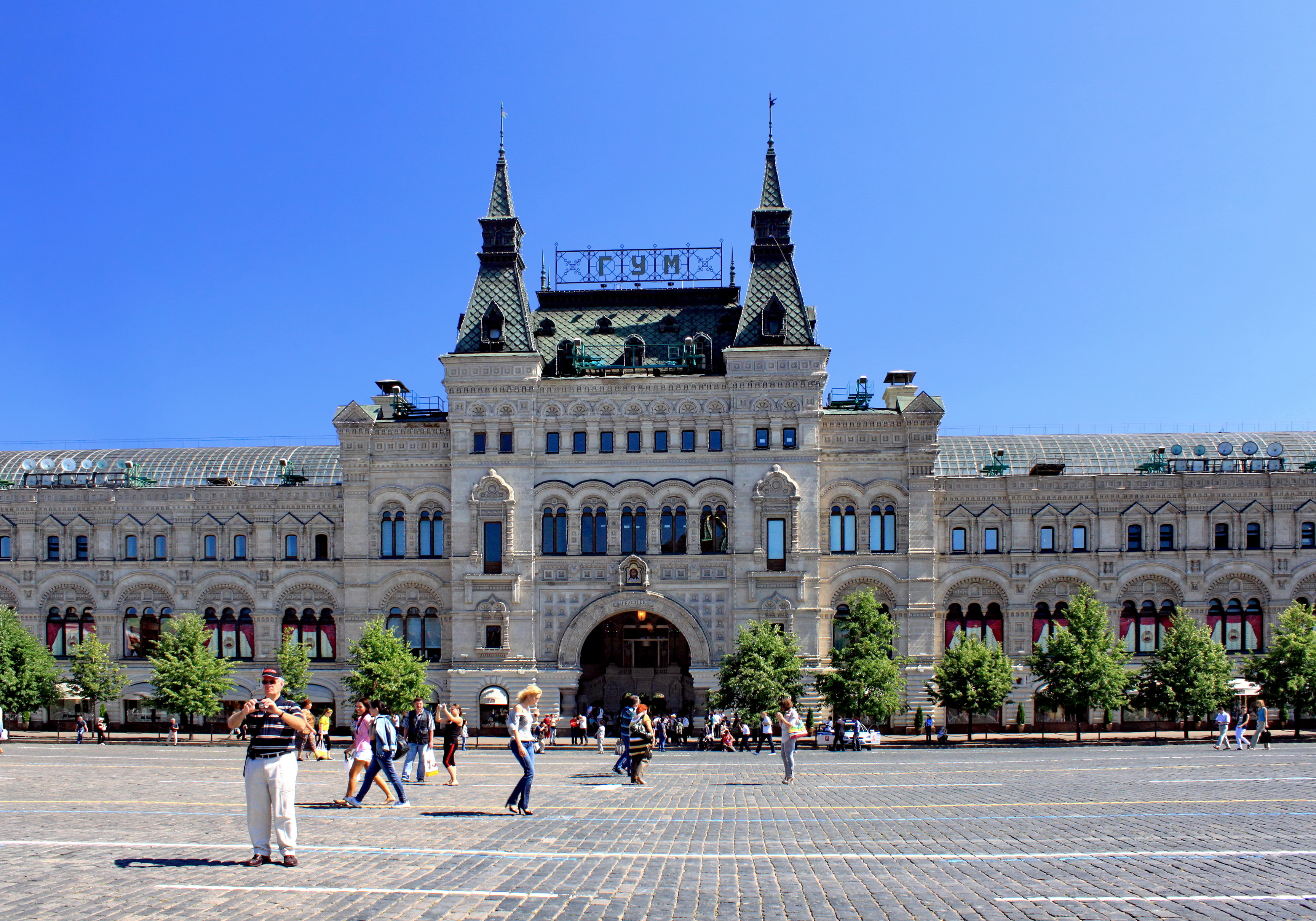
GUM
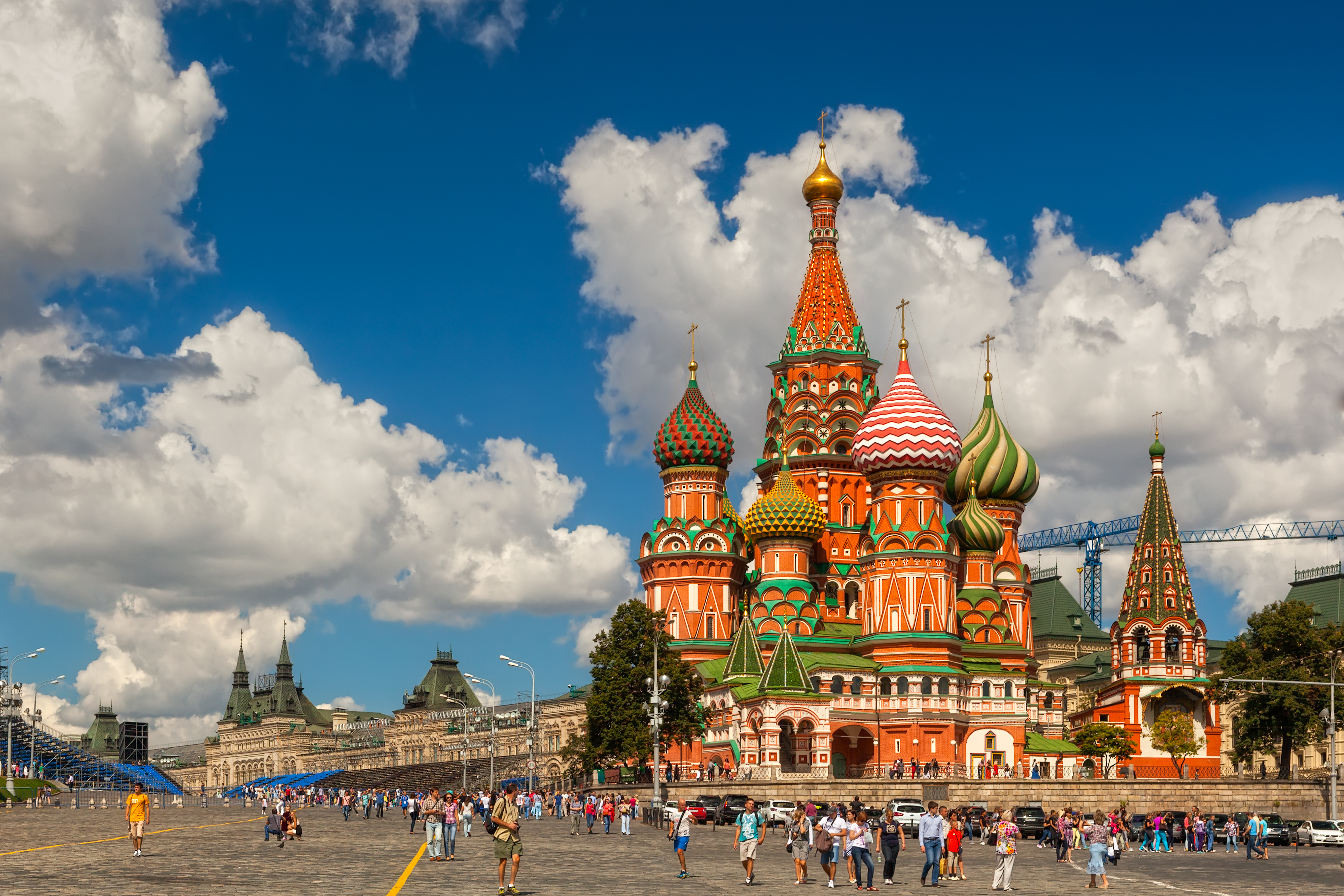
Catedral de San Basilio
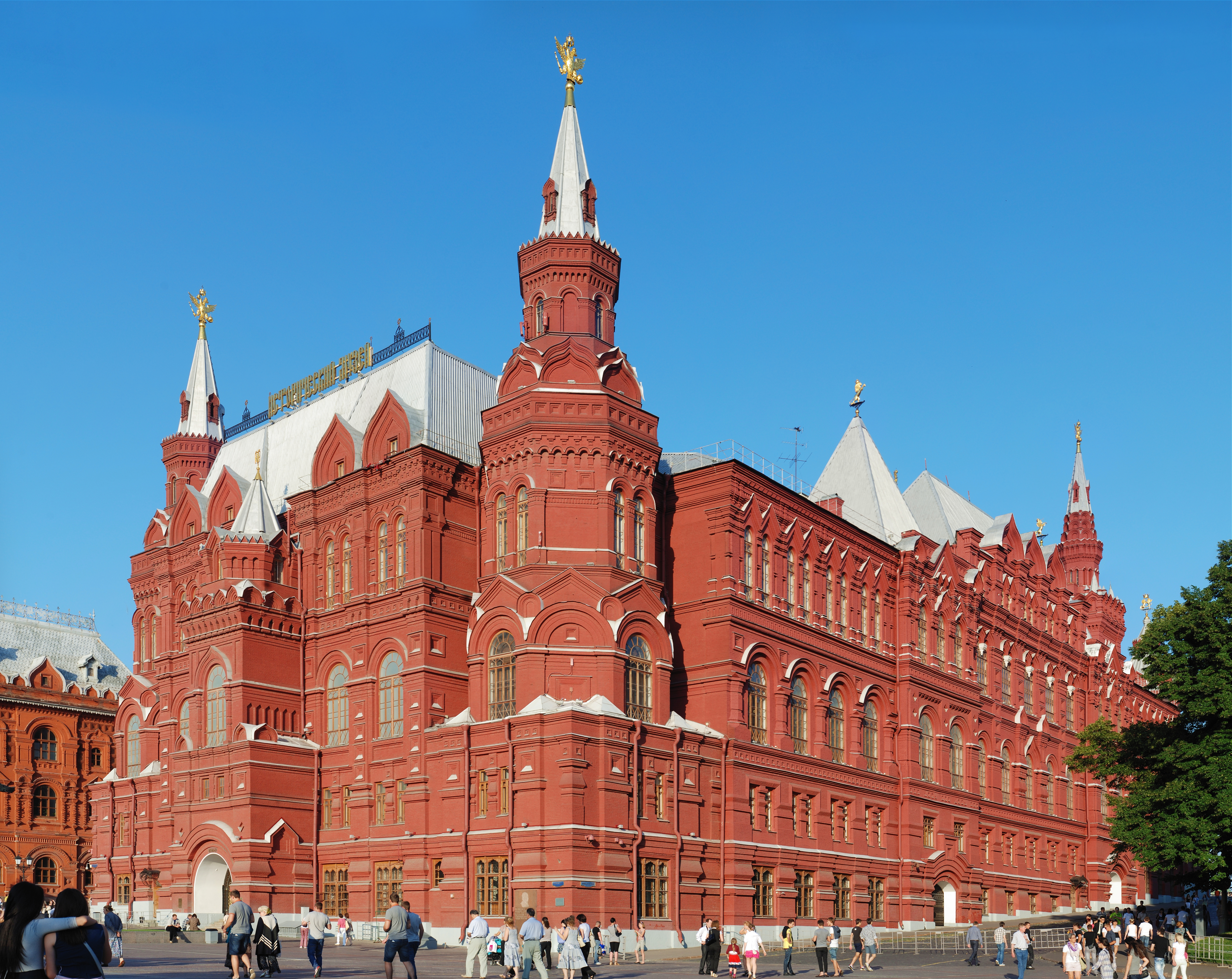
Museo Estatal de Historia de Rusia
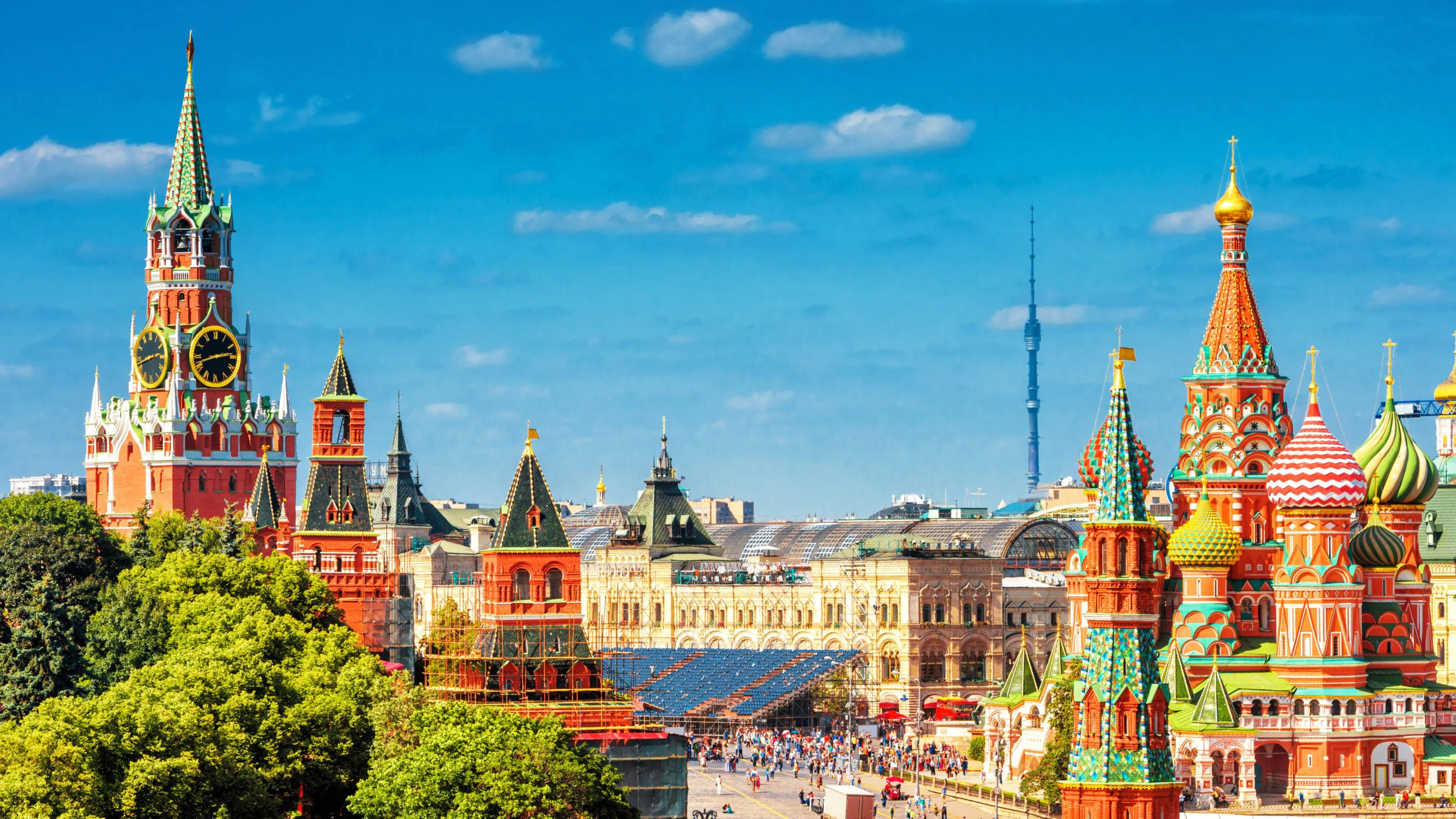
Panorámica
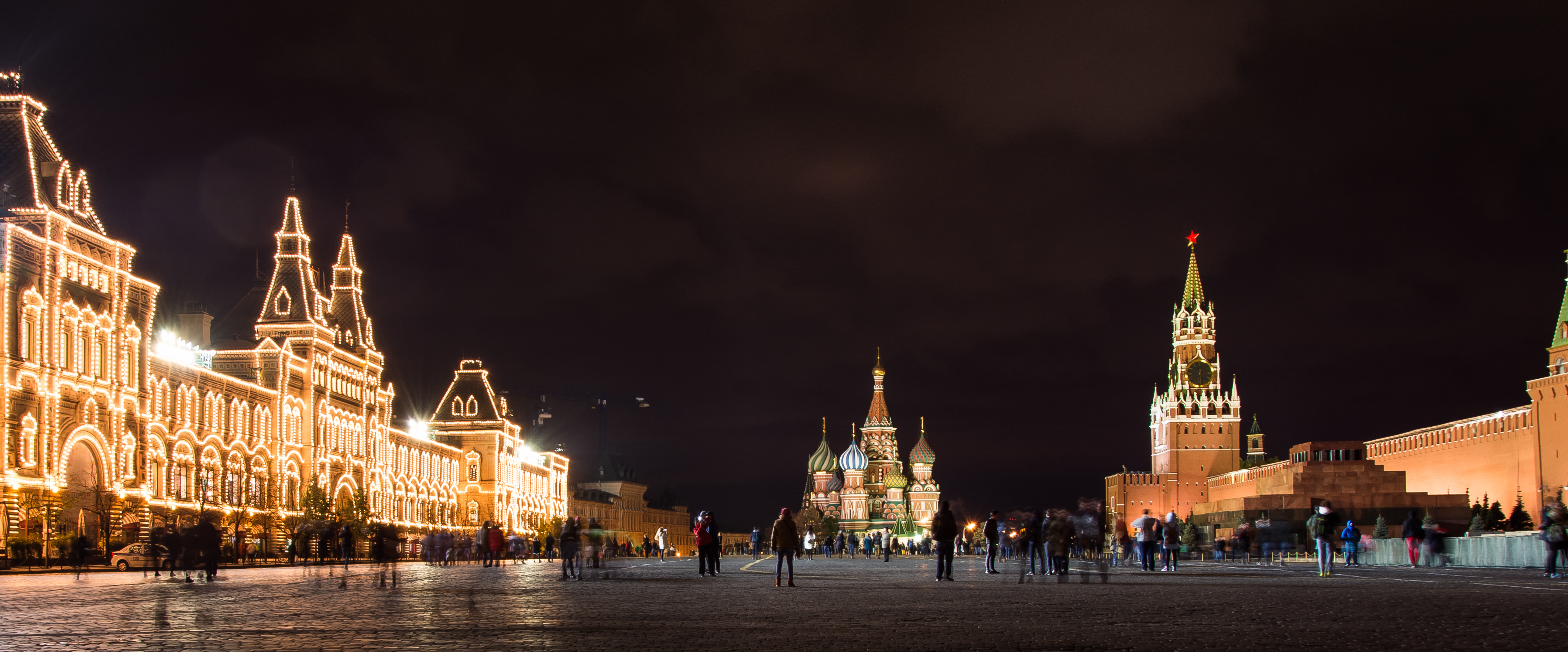
Panorámica nocturna.
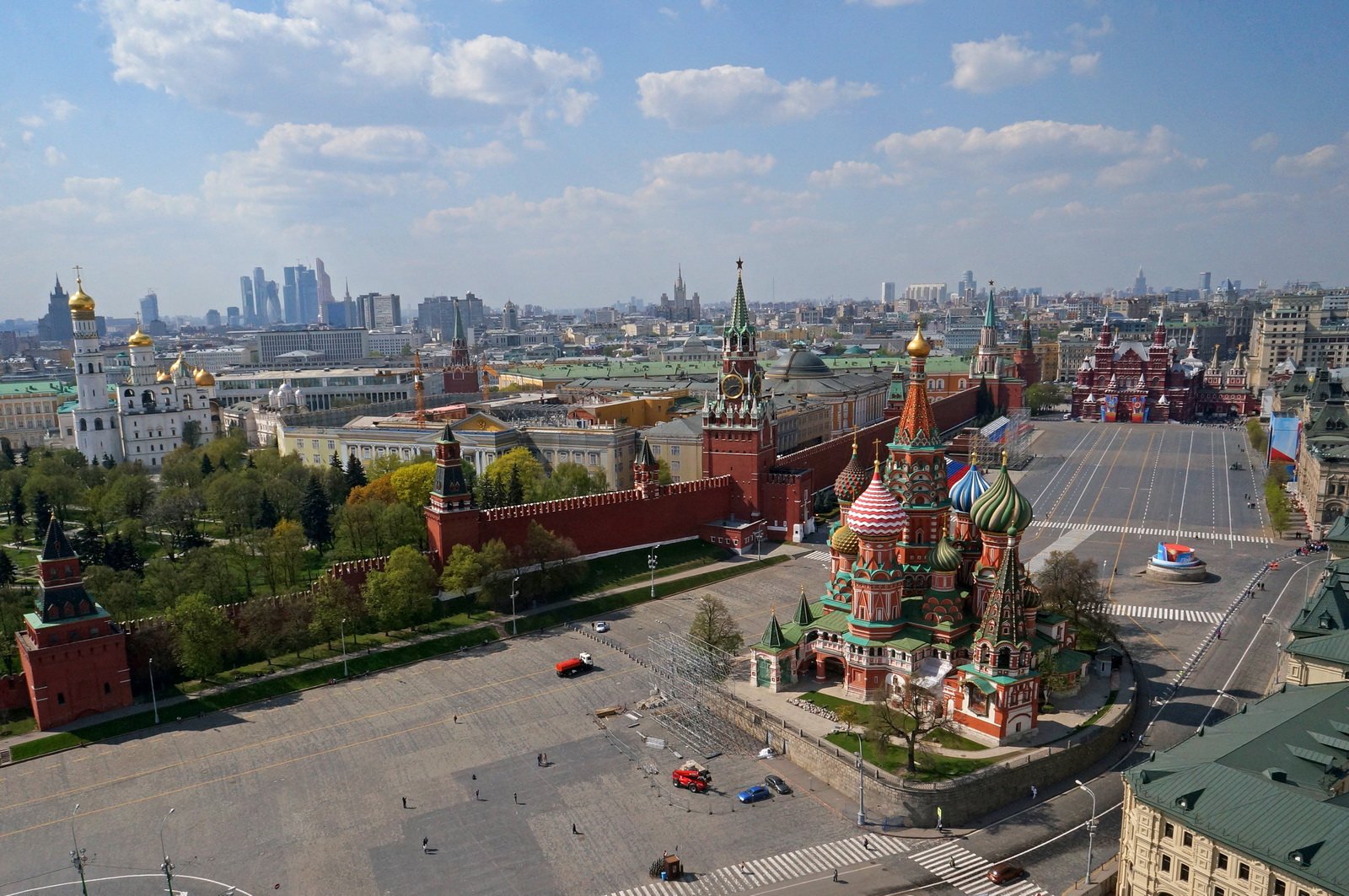
Panorámica de la Plaza Roja y el Kremlin.